# Madagascar 3: De marxa per Europa
Madagascar 3: De marxa per Europa (títol original en anglès, Madagascar 3: Europe's Most Wanted) és una pel·lícula de comèdia animada per ordinador de 2012 produïda per DreamWorks Animation SKG i PDI/DreamWorks i distribuïda per Paramount Pictures. La pel·lícula és la tercera entrega de la franquícia de Madagascar, la seqüela de Madagascar 2 (2008), i va ser la primera pel·lícula de la sèrie que es va estrenar en 3D. Va ser dirigit per Eric Darnell, Conrad Vernon i Tom McGrath a partir d'un guió de Darnell i Noah Baumbach. A la pel·lícula, els personatges principals, un grup d'animals del zoològic de Central Park, les aventures dels quals ja els han portat a Madagascar i a l'Àfrica, intenten tornar a la ciutat de Nova York i es troben viatjant per Europa amb un circ mentre són perseguits per un implacable oficial francès de control d'animals. S'ha doblat al català.
Compta amb Ben Stiller, Chris Rock, David Schwimmer, Jada Pinkett Smith, Sacha Baron Cohen, Cedric the Entertainer, Andy Richter, el mateix McGrath, Chris Miller, Christopher Knights i Vernon reprenent els seus papers de veu de les entregues anteriors, juntament amb els nous membres del repartiment Jessica Chastain, Bryan Cranston, Martin Short i Frances McDormand.
La tercera pel·lícula es va anunciar l'agost de 2008, tres mesos abans de l'estrena de la segona pel·lícula. La quantitat d'animació i efectes visuals es va fer a DreamWorks Dedicated Unit, una unitat amb seu a Technicolor a l'Índia. Igual que amb altres pel·lícules de la franquícia, Madagascar 3: De marxa per Europa inclou diverses cançons de diversos artistes, amb la base sonora composta per Hans Zimmer.
Madagascar 3: De marxa per Europa es va estrenar fora de competició al Festival de Canes de 2012 el 18 de maig de 2012 i es va estrenar als Estats Units el 8 de juny. Va rebre crítiques generalment positives i va ser la vuitena pel·lícula més taquillera del 2012 i la pel·lícula més taquillera de la franquícia, amb una recaptació mundial de més de 746 milions de dòlars amb un pressupost de producció de 145 milions de dòlars. El novembre de 2014 es va estrenar una pel·lícula derivada titulada Els pingüins de Madagascar. Una seqüela, Madagascar 4, es va planificar inicialment per al maig de 2018, però es va eliminar del calendari d'estrenes després d'una reestructuració de DreamWorks Animation el gener de 2015.